# Carlos (Minnesota)
Carlos è una città statunitense dello stato del Minnesota, Contea di Douglas.